# ملاك (فلم)
ملاك هو فيلم من نوع رومانسية ودراما ومقتبس ‏ أُصدر في 2007. الفيلم من توزيع وايلد بانتش ‏، وهو من إخراج فرانسوا أوزون، أما السيناريو فكان من كتابة فرانسوا أوزون ومارتن اعقص واليزابيث تايلور (روائي). الفيلم مقتبسٌ من إينجل (رواية) من تأليف اليزابيث تايلور (روائي).

## القصة
تقع أحداث الفيلم في إنجلترا.

## طاقم التمثيل
- أونا ستابس
- سيمون وودز
- جيما باول
- لوسي روسل
- Roland Javornik  [لغات أخرى]‏
- سام نيل
- رومولا غاري
- شارلوت رامبلينج
- روث إنغلاند
- كريستوفر بنيامين [الإنجليزية]‏
- Edward MacLiam [الإنجليزية]‏
- جاكلين تونغ
- أليسون بارجيتر
- Cinsyla Key [الإنجليزية]‏
- Geoffrey Streatfeild [الإنجليزية]‏
- مايكل فاسبندر
- Janine Duvitski [الإنجليزية]‏
- جون رو
- روزانا لافيل
- تيريزا سحيرسحير [الإنجليزية]‏
- توم جورجسون

## الإنتاج
موسيقى الفيلم التصويرية كانت من تأليف Philippe Rombi ‏.

## وصلات خارجية
- مقالات تستعمل روابط فنية بلا صلة مع ويكي بيانات